# Озёрки (Петрищевский сельсовет)
Озёрки — деревня Петрищевского сельсовета Становлянского района Липецкой области.
Известны со второй половины XVIII века. Вероятно, деревню основал Семён Фёдорович Бунин — прапрадед писателя И. А. Бунина. С тех пор Озёрки были владением Буниных. В деревне писатель провёл детство. В 1874 году семья Алексея Николаевича Бунина поселилась на хуторе Бутырки в 3 км от Озёрок. Затем в 1881 году — после смерти бабушки Анны Ивановны — переехала в Озёрки. Там Бунины жили до 1894 года, когда распалась семья.
Название — от небольших неглубоких западинных озёр.

## Население
| 2010 |
| ---- |
| 168  |